# Johannes Goebel

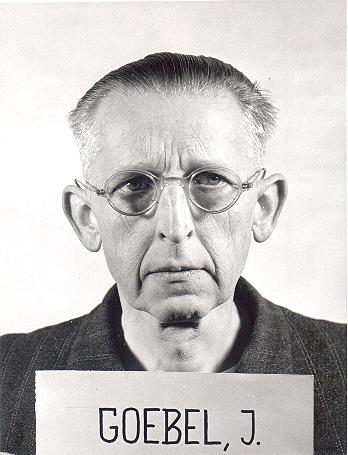
Goebel als Zeuge bei den Nürnberger Prozessen.

Johannes Paul Edmund Goebel (* 29. Oktober 1891 in Berlin; † 11. August 1952 in Bremen) war ein deutscher Chemiker.

## Leben und Wirken
Johannes Paul (in der Literatur auch als Walter Paul Edmund) Goebel war seit den 1930er Jahren für die Schering AG im Labor als Pharmazeut und Chemiker tätig. Er stieg dort zum Chefchemiker auf. 1933 trat er der NSDAP (Mitgliedsnummer 3.003.519) und der Allgemeinen SS (SS-Nr. 182.700) bei. Im April 1942 wurde er von der Schering AG nach Auschwitz abgeordnet, um dort in der Medizinischen Abteilung als Assistent von Carl Wilhelm Clauberg bei Menschenversuchen tätig zu werden. Schwerpunkt seiner Tätigkeit war die Massensterilisierung von Jüdinnen. Obwohl kein Mediziner injizierte er selbst. Die Schätzungen zur Zahl der Opfer gehen weiter auseinander. Wolfgang Benz geht von 150 bis 400 aus, Robert Jay Lifton von zwischen 700 und einigen Tausend. Zu den Nebenwirkungen der Versuche gehörten Bauchfellentzündungen oder Sepsis. Eine nicht bekannte Zahl der Opfer starb durch die Versuche. Goebel war auch beteiligt an der Erprobung von Kontrastmitteln für Röntgenzwecke an Häftlingen. Für seine Aktivitäten wurde er mit dem Kriegsverdienstkreuz 2. Klasse mit Schwertern ausgezeichnet. 
Mit dem Vorrücken der Roten Armee flüchteten Goebel und Clauberg Anfang 1945 über das KZ Groß-Rosen ins KZ Ravensbrück. Dort führten sie ihre Experimente fort. Mit dem Ende des Nationalsozialismus wurde Goebel zeitweise inhaftiert. Die Schering AG entließ ihn Ende März 1945, stellte ihn dann später aber wieder ein. Goebel wurde im Rahmen der Nürnberger Prozesse als Zeuge vernommen, aber nicht angeklagt.
"[Clauberg] ... ließ ihm ein Haus in der Umgebung des Lagers zur Verfügung stellen und betraute ihn damit, selbständig intrauterine Einspritzungen vorzunehmen, obwohl Goebel kein Mediziner war. Goebel prahlte so laut mit seinem Tun, daß die Schering-Werke sich von ihm distanzierten. Eduard de Wind [Schering AG] charakterisiert ihn folgendermaßen: 'Überall steckte er seine Nase hinein und zwang alle Frauen ohne Mitleid, sich den Experimenten zu unterwerfen. ... Goebel war grob und sarkastisch. ... er (wirkte) wie ein kleiner Beamter, der im Ausverkauf etwas ergattert hat.'" (Langbein)

## Schriften
- Beitrag zur Kenntnis der binären Blei-Legierungen, 1918 (Dissertation)